# مکساهالا کریک
مکساهالا کریک (به انگلیسی: Moxahala Creek) رودخانه‌ای است که در ایالات متحده آمریکا جریان دارد.